# The Social Buccaneer
The Social Buccaneer er en amerikansk stumfilm fra 1916 af Jack Conway.

## Medvirkende
- J. Warren Kerrigan som Chattfield Bruce.
- Louise Lovely som Marjorie Woods.
- Maude George som Miss Goldberg.
- Harry Carter som Caglioni.
- Marc B. Robbins som Nathan Goldberg.